# Crăciun în Țara Minunilor
Crăciun în Țara Minunilor (engleză: Christmas in Wonderland) este un film de comedie din 2007. Prezintă povestea a trei copii care se mută cu tatăl lor din Los Angeles în o Edmonton, Alberta, unde prind un grup de falsificatori în timp ce sunt la cumpărături de Crăciun. Filmul este regizat de James Orr, cu Patrick Swayze, Matthew Knight, Preston Lacy, Chris Kattan, Tim Curry și Carmen Electra în rolurile principale.
Crăciun în Țara Minunilor a fost lansat în cinematografele din Canada în 2007, dar în Statele Unite a avut premiera la televiziune în 2008 ca parte a pachetului de programe ABC Family 25 Days of Christmas.
Filmul are cea mai mare parte a acțiunii și a fost filmat cel mai mult în West Edmonton Mall. Producția filmului a fost ținută în secret astfel încât mulți oameni din Edmonton se întrebau de ce mai există încă decorațiuni de Crăciun în mall după ce sezonul de Crăciun a trecut de mult.

## Actori
- Matthew Knight este Brian Saunders
- Chris Kattan este Leo Cardoza
- Amy Schlagel și Zoe Schlagel ca Mary Saunders
- Cameron Bright este Danny Saunders
- MacKenzie Porter este Shane
- Tim Curry este Gordon McLoosh
- Preston Lacy este Sheldon Cardoza
- Carmen Electra este Ginger Peachum
- Patrick Swayze este Wayne Saunders
- Matthew Walker este Moș Crăciun, Mr. Nicholas, Mall Ghost, Kristopher Kringle și The Old Man With The Walker.
- Marty Atonini este Elliot Block
- Rachel Hayward este Judy Saunders

## Legături externe
- Christmas in Wonderland la Internet Movie Database
- http://www.cinemagia.ro/filme/christmas-in-wonderland-un-milion-de-craciun-21492/